# Haplopeltis bakeriana
Haplopeltis bakeriana är en svampart som först beskrevs av Rehm, och fick sitt nu gällande namn av Ferdinand Theissen 1914. Haplopeltis bakeriana ingår i släktet Haplopeltis och familjen Microthyriaceae.   Inga underarter finns listade i Catalogue of Life.